# Groupe Bébé Monstre
En mathématiques, le groupe Bébé Monstre ou simplement Bébé Monstre, noté {\displaystyle B\,}, est un groupe simple sporadique d'ordre
241 × 313 × 56 × 72 × 11 × 13 × 17 × 19 × 23 × 31 × 47
= 4 154 781 481 226 426 191 177 580 544 000 000
≈ 4 × 1033.
Le groupe Bébé Monstre est le second groupe sporadique par son cardinal, après le groupe Monstre. Le revêtement double du Bébé Monstre est un sous-groupe du Monstre.
La plus petite représentation fidèle du Bébé Monstre est un espace vectoriel de dimension 4 370 sur le corps à deux éléments.
Ce groupe a été découvert par le mathématicien Bernd Fischer. Le nom « Baby Monster » a été donné en hommage au groupe monstre.